# Grace (Idaho)
Pour les articles homonymes, voir Grace.
Grace est une ville du comté de Caribou en Idaho. En 2010 la population est de 915 habitants.

## Démographie
| 1930 | 1940 | 1950 | 1960 | 1970 | 1980  |
| ---- | ---- | ---- | ---- | ---- | ----- |
| 626  | 701  | 761  | 725  | 826  | 1 216 |

| 1990 | 2000 | 2010 | - | - | - |
| ---- | ---- | ---- | - | - | - |
| 973  | 990  | 915  | - | - | - |